# سیریل روتم
سیریل روتِـم (انگلیسی: Cyril Rootham؛‎/ˈruːtəm/‎؛ ۵ اکتبر ۱۸۷۵ – ۱۸ مارس ۱۹۳۸) آهنگساز و نوازندهٔ ارگ و مدرس موسیقی اهل انگلستان بود.
کارهای عمدهٔ او در دانشگاه کمبریج، وی را به چهره‌ای تأثیرگذار در موسیقی در موسیقی انگلستان مبدل ساخت.
وی مدیر «انچمن موسیقی دانشگاه کمبریج» هم بود و برنامه‌های کنسرتی نوآورانه‌اش، سطحِ سلیقهٔ موسیقی مردم آن روزگار را بالا برد.
او دو سمفونی و تعدادی موسیقی ارکسترال و مجلسی ساخته و چندین تک‌آهنگ و ترانه نیز بر روی اشعاری از زیگفرید ساسون خلق نموده است.